# ثيو رايموند
ثيو رايموند (بالفرنسية: Theo Raymond)‏ (29 سبتمبر 1991 في فرنسا - ) هو لاعب كرة قدم فرنسي في مركز الوسط. لعب مع نادي جاز وÉtoile FC ‏ وToulouse Fontaines Club ‏ وAS Excelsior ‏.

## وصلات خارجية
- ثيو رايموند على موقع قاعدة بيانات كرة القدم.إي يو (الإنجليزية)
- ثيو رايموند على موقع Soccerway.com (الإنجليزية)